# Rhabditis (Pellioditis) typica
Rhabditis (Pellioditis) typica is een rondwormensoort uit de familie van de Rhabditidae.